# 1944 (Jamala)
1944 is een lied van de Oekraïense zangeres Jamala dat zij schreef met Art Antonian. Het is het winnende lied van het Eurovisiesongfestival van 2016 en een protestlied over de verdrijving van Krim-Tataren in 1944 door Stalin.

## Songtekst

### Inhoud
Het lied is gesitueerd in de Sovjet-Unie in het jaar 1944. In dat jaar deporteerden troepen onder bevel van Stalin 240.000 Krim-Tataren naar Centraal-Azië. Ze zingt onder meer (vertaald): "Wanneer de vreemdelingen komen... komen ze naar je huis, vermoorden ze je allemaal en zeggen ze: 'we zijn niet schuldig'." Het lied is deels in het Engels, deels in het Krim-Tataars gezongen.
Jamala, geboren als Susana Dzhamaladinova, is afkomstig uit Kirgizië in Centraal-Azië. Achter het lied schuilt een persoonlijk verhaal, omdat haar grootmoeder met haar vier zoons en dochter tot de Krim-Tataren behoorden die door Stalin gedeporteerd werden. Tegenover Reuters vertelde ze dat haar tante tijdens de reis overleed en uit de treinwagon werd gegooid. Nadat de Sovjet-Unie in 1991 uiteenviel, keerde haar familie terug naar de Krim, die toen deel uitmaakte van Oekraïne. Met het lied wil ze bereiken dat dit deel van de geschiedenis wordt 'herkend en herdacht'.

### Controversieel
Ondanks het feit dat het zich afspeelt in 1944, aan het eind van de Tweede Wereldoorlog, is het thema politiek beladen. Twee jaar voor dit songfestival was de Krim door Rusland geannexeerd. Vanwege de politieke gevoeligheid probeerde Rusland in aanloop naar het festival om het nummer tegen te houden. Volgens de organisatie (Europese Radio-unie) zou het om een 'moeilijk onderwerp' gaan. Het lied zou echter geen politieke teksten bevatten, waardoor het toestemming kreeg om opgevoerd te worden tijdens het festival.
Mehmet Tütüncü, vertegenwoordiger van de Krim-Tataren in Nederland, herkende in het lied een duidelijke politieke boodschap. Hij had Jamala twee jaar eerder al eens ontmoet en twijfelt niet over de aandacht die ze wil opeisen voor de situatie van de Tataren op de Krim op dit moment. In een uitzending van Nieuwsuur herinnerde hij eraan dat er in de afgelopen week opnieuw Tataren waren gearresteerd. Het muziektijdschrift Billboard herkent een zekere ironie in het feit dat Rusland in aanloop naar het songfestival de gedoodverfde winnaar was en Oekraïne er met dit lied met de winst vandoor is gegaan.

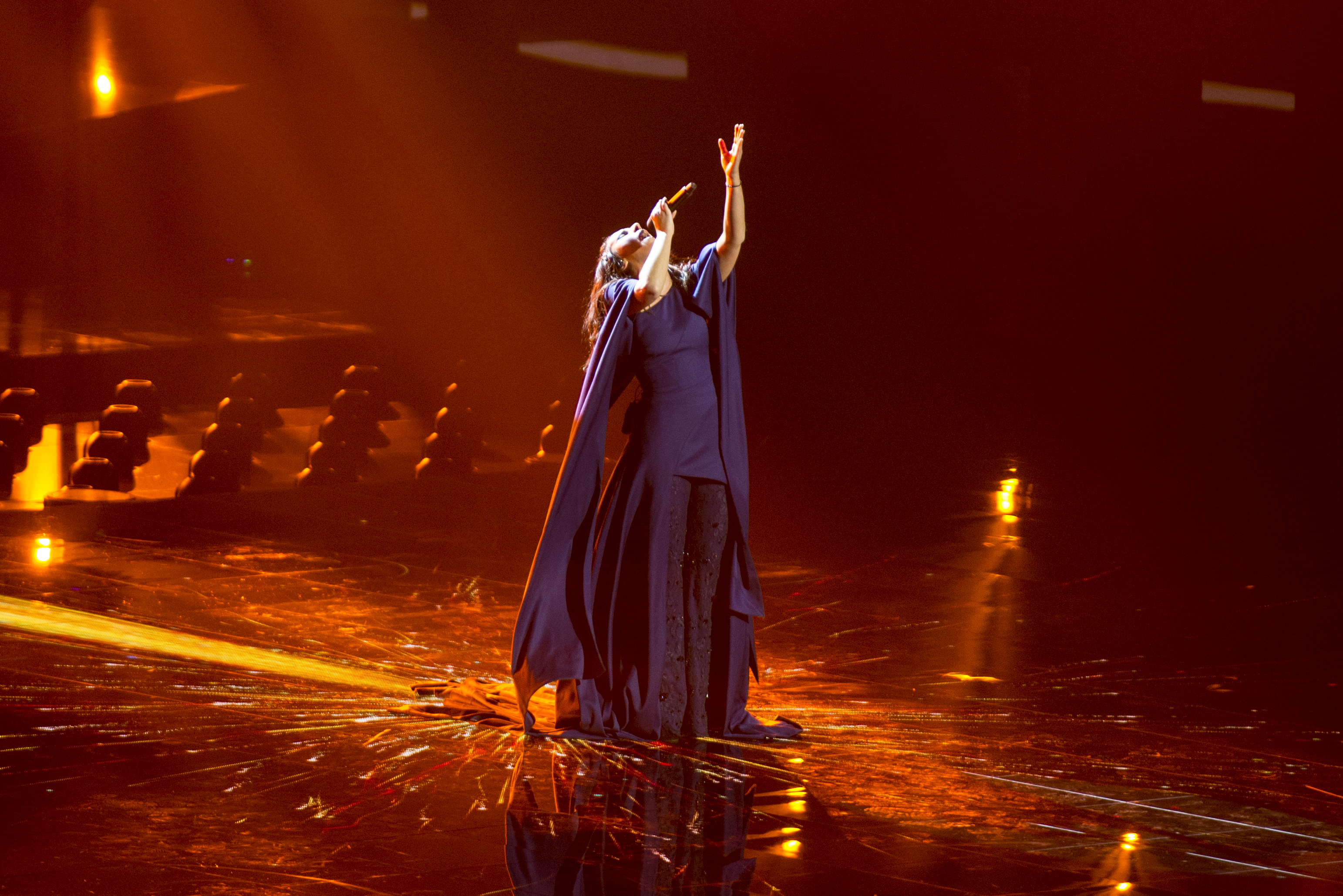
Jamala tijdens de repetities van het songfestival

## Eurovisiesongfestival
Jamala, 32 jaar oud tijdens het songfestival, volgde verschillende muziekopleidingen en richtte zich aanvankelijk op opera en daarna op jazz en soul. In 2009 won ze het New Wave-festival in Letland en in 2011 behaalde ze met Smile de derde plaats tijdens de voorronde van het Eurovisiesongfestival. Toen die finale vanwege vermeende fraude overgedaan dreigde te worden, weigerde ze er nog eens aan mee te doen. In 2016 deed ze mee aan de nieuwe voorronde, Vidbir genaamd. Met succes, want ze behaalde de eerste plaats, waarmee ze haar land dat jaar mocht vertegenwoordigen in Stockholm.
Tijdens de tweede halve finale op donderdag 12 mei bereikte ze met in totaal 287 punten de tweede plaats, achter Australië, maar van de vakjury kreeg ze toen minder punten dan het als derde gekwalificeerde België. De noteringen waren als volgt:
| Plaats (tweede halve finale) | land      | artiest      | lied                | jury | televoting | totaal |
| ---------------------------- | --------- | ------------ | ------------------- | ---- | ---------- | ------ |
| 1.                           | Australië | Dami Im      | Sound of silence    | 188  | 142        | 330    |
| 2.                           | Oekraïne  | Jamala       | 1944                | 135  | 152        | 287    |
| 3.                           | België    | Laura Tesoro | What's the pressure | 139  | 135        | 274    |

Tijdens de finale op zaterdag 14 mei werd de inzending van Australië tot beste verkozen door de vakjury; volgens het publiek (televoting) had Rusland de beste inzending. Na optelling van alle punten kwam echter de inzending van Oekraïne op de eerste plaats terecht, waardoor 1944 van Jamala het winnende lied werd. In de finale werden de punten van de jury's van de verschillende landen als eerste bekendgemaakt en daarna de punten van het publiek. Dit systeem werd dit jaar voor het eerst toegepast. Hierdoor was de uitslag tot op het laatste moment spannend.
| Plaats (finale) | land      | artiest        | lied                 | jury | televoting | totaal |
| --------------- | --------- | -------------- | -------------------- | ---- | ---------- | ------ |
| 1.              | Oekraïne  | Jamala         | 1944                 | 211  | 323        | 534    |
| 2.              | Australië | Dami Im        | Sound of silence     | 320  | 191        | 511    |
| 3.              | Rusland   | Sergej Lazarev | You are the only one | 130  | 361        | 491    |
| 4.              | Bulgarije | Poli Genova    | If love was a crime  | 127  | 180        | 307    |
| 5.              | Zweden    | Frans          | If I were sorry      | 122  | 139        | 261    |

Oekraïne won het festival voor het eerst sinds 2004. Na haar overwinning richtte Jamala zich tot het publiek met de woorden: "Ik wil liefde en vrede voor iedereen. Dank jullie wel."

## Releases
Het lied verscheen respectievelijk als digitale download, als ep, op het album Eurovision Song Contest - Stockholm 2016 en op het gelijknamige album 1944.

## Hitnoteringen
1944 is het winnende lied van het Eurovisiesongfestival van 2016. Daarnaast bereikte het de volgende hitnoteringen:
| Land/hitlijst              | piekpositie | aantal weken |
| -------------------------- | ----------- | ------------ |
| Oekraïne (Top 40)          | 2           | ?            |
| Spanje                     | 32          | 1            |
| Hongarije                  | 40          | 1            |
| Zweden                     | 46          | 1            |
| Frankrijk                  | 49          | 1            |
| Oostenrijk                 | 54          | 1            |
| Finland                    | 64          | 1            |
| Zwitserland                | 73          | 1            |
| Nederland (Single Top 100) | tip         | -            |
| Vlaanderen (Ultratop)      | tip         | -            |

1956: Refrain · 
1957: Net als toen · 
1958: Dors, mon amour · 
1959: 'n Beetje · 
1960: Tom Pillibi · 
1961: Nous les amoureux · 
1962: Un premier amour · 
1963: Dansevise · 
1964: Non ho l'età · 
1965: Poupée de cire, poupée de son · 
1966: Merci, chérie · 
1967: Puppet on a string · 
1968: La la la · 
1969: Un jour, un enfant, De troubadour, Vivo cantando, Boom bang-a-bang · 
1970: All kinds of everything · 
1971: Un banc, un arbre, une rue · 
1972: Après toi · 
1973: Tu te reconnaîtras · 
1974: Waterloo · 
1975: Ding-a-dong · 
1976: Save your kisses for me · 
1977: L'oiseau et l'enfant · 
1978: A-ba-ni-bi · 
1979: Hallelujah · 
1980: What's another year · 
1981: Making your mind up · 
1982: Ein bißchen Frieden · 
1983: Si la vie est cadeau · 
1984: Diggi-loo diggi-ley · 
1985: La det swinge · 
1986: J'aime la vie · 
1987: Hold me now · 
1988: Ne partez pas sans moi · 
1989: Rock me · 
1990: Insieme: 1992 · 
1991: Fångad av en stormvind · 
1992: Why me? · 
1993: In your eyes · 
1994: Rock 'n' roll kids · 
1995: Nocturne · 
1996: The voice · 
1997: Love shine a light · 
1998: Diva · 
1999: Take me to your heaven · 
2000: Fly on the wings of love · 
2001: Everybody · 
2002: I wanna · 
2003: Everyway that I can · 
2004: Wild dances · 
2005: My number one · 
2006: Hard rock hallelujah · 
2007: Molitva · 
2008: Believe · 
2009: Fairytale · 
2010: Satellite · 
2011: Running scared · 
2012: Euphoria · 
2013: Only teardrops · 
2014: Rise like a phoenix · 
2015: Heroes · 
2016: 1944 · 
2017: Amar pelos dois · 
2018: Toy · 
2019: Arcade · 
2021: Zitti e buoni · 
2022: Stefania · 
2023: Tattoo · 
2024: The code